# Mamiko Noto
Mamiko Noto (能登 麻美子 Noto Mamiko?,  Kanazawa, prefectura de Ishikawa, 6 de febrero de 1980) es una actriz de voz y cantante japonesa, afiliada a Office Osawa. Noto ha dado voz a numerosos personajes en series de anime como Trinity Blood, School Rumble, Clannad, Elfen Lied, Jigoku Shōjo, Monster, Nogizaka Haruka no Himitsu, Gunslinger Girl, Kimi ni Todoke y Yami to Bōshi to Hon no Tabibito, entre otras.
Noto también fue miembro del grupo actoral More Peach Summer Snow junto a Chiwa Saitō, Haruna Ikezawa y Ryō Hirohashi. Dicho grupo cambió su nombre simplemente a More Peach Summer tras la salida de Hirohashi. 

## Filmografía

### Anime
Los papeles principales están en negrita.
1999
- Super B-Daman (Hustler Nami)

2000
- Boogiepop Phantom (Moto Tonomura)
- Digimon: The Golden Digimentals (Kokomon)
- Gate Keepers (Shun Ukiya de joven)
- Ojamajo Doremi (Nanako Okada, Sachiko Ijūin)
- Ojamajo Doremi Sharp (Fujio, Nanako Okada)

2001
- Angelic Layer (Asuka Kitamura)
- Comic Party (Rena Tsuchiya)
- Detective Conan (Saki Yoshizawa en Ep. 260)
- Fruits Basket (Chica en el Ep. 11)
- InuYasha (Rin)
- Mahoromatic (Madre de Suguru Ep. 1)
- X (Kotori Monou)

2002
- Aquarian Age - Sign for Evolution (Arayashiki North)
- Digimon Frontier (Floramon en Ep. 4)
- Full Metal Panic! (Shinji Kazama)
- Kiddy Grade (Vendredi)
- Naruto (Katsuyu)
- Princess Tutu (Freya en Ep. 16)
- Tenchi Muyo! GXP (Yoshiko Yamada, empleada en el Ep. 11, Jun en Ep. 19, recepcionista en Ep. 23)
- InuYasha (Rin)

2003
- Ai Yori Aoshi: Enishi (Chizuru Aizawa)
- Ashita no Nadja (Alex in Ep. 1-2, Phoebe en Ep. 42)
- Dear Boys (Satomi Anzaki)
- Full Metal Panic? Fumoffu (Shinji Kazama)
- Godannar (Momoko "Momochie" Momozono)
- Gunslinger Girl (Elsa de Sica)
- Matantei Loki Ragnarok (Verdandi)
- Pokemon: Advanced Generation (Akina)
- Rockman.EXE Axess (Shūko Kido)
- Shadow Star Narutaru (Akira Sakura)
- Narue no Sekai (Narue Nanase)
- Yami to Bōshi to Hon no Tabibito (Hatzuki Azuma)
- InuYasha (Rin)

2004
- Azusa Will Help! (Azusa)
- Burn Up Scramble (Lilica Evett)
- Cho Henshin CosPrayers (Mitsuki Ikuta)
- Girls Bravo (Yukinari Sasaki)
- Elfen Lied (Yuka)
- Kannazuki no Miko (Reiko)
- Kino's Journey (Tei)
- Diamond Daydreams (Kyōko Asahina)
- Love Love? (Mitsuki Ikuta)
- Major (Sato Miho)
- Maria-sama ga Miteru (Shimako Tōdō)
- Melody of Oblivion (The Melody of Oblivion)
- Mezzo DSA (Aiko Hasegawa en Ep. 2)
- Monster (Nina Fortner/Anna Liebert)
- My-HiME (Yukino Kikukawa)
- Onmyō Taisenki (Rina Asō, Shōshi, secretaria personal)
- Paranoia Agent (Tsukiko Sagi)
- Sgt. Frog (Angol Mois)
- School Rumble (Yakumo Tsukamoto)
- Tactics (Yuri en Ep. 20)
- Yakitate!! Japan (Megumi Kimura en Ep. 34)
- InuYasha (Rin)

2005
- Ah! My Goddess (Sayoko Mishima)
- Canvas 2 ~Niji Iro no Sketch~ (Yurina Kimikage en Ep. 8)[2]
- Full Metal Panic!: The Second Raid (Shinji Kazama)
- Ginban Kaleidoscope (Ria Garnet Juitiev)
- Girls Bravo (2nd season) (Yukinari Sasaki)
- Jigoku Shōjo (Ai Enma)
- Ichigo 100% (Aya Tōjō)
- The Law of Ueki (Rinko Jerrard)
- Loveless (Hitomi Shinonome)
- Lupin III: Angel Tactics (Poison Sophie)
- Mahou Sensei Negima (Nodoka Miyazaki)
- Rockman.EXE Beast (Shūko Kido)
- My-Otome (Yukino Chrysant)
- Shakugan no Shana (Hecate)
- Solty Rei (Accela)
- Starship Operators (Sanri Wakana)
- Strawberry Marshmallow (Ana Coppola)
- Trinity Blood (Esther Blanchett)
- Windy Tales (Karin en Ep. 11)

2006
- Ah! My Goddess: Flights of Fancy (Sayoko Mishima)
- Fate/Stay Night (Sir Bedivere en Ep. 24)
- Good Witch of the West Astraea Testament (Cisaria)
- High School Girls (Ayano Sato)
- Kenichi: The Mightiest Disciple (Shigure Kōsaka)
- Jigoku Shōjo Futakomori (Ai Enma)
- Kagihime Monogatari Eikyū Alice Rondo (Alice User y Tōko Tōkōin - Ep. 9)
- Kamisama Kazoku (Ai Tachibana)
- Majime ni Fumajime: Kaiketsu Zorori (Wannu)
- Mamoru-kun ni Megami no Shukufuku o! (Shione Sudo)
- Negima!? (Nodoka Miyazaki)
- Rockman.EXE Beast+ (Kido Shūko)
- School Rumble (2nd season) (Yakumo Tsukamoto)
- Simoun (Rimone)
- Soreike! Anpanman (Hime Hotaru (segunda presidenta))
- Tactical Roar (Hakubi, Koyomi - Ep. 10)
- Ukkari Penelope (narración)
- Witchblade (Masane Amaha)
- xxxHolic (Chica - Ep. 7)
- Yomigaeru Sora - Rescue Wings (Megumi Hasegawa)
- Yume Tsukai (Satoka Sagawa)

2007
- Anderson Stories: Ningyohime (Ningyohime)
- Bakugan Battle Brawlers (Alice Gehabich)
- Bokurano (Takami Komoda)
- CLANNAD (Kotomi Ichinose)
- Getsumento Heiki Mina (Minamo Haibara, Mina Akiyama)
- Idolmaster: Xenoglossia (Naze Munakata)
- Kimikiss pure rouge (Mitsuki Shijō)
- Moyashimon (Aoi Mutō)
- Mushi-Uta (Chiharu Kusuriya)
- Nodame Cantabile (Sakura Saku)
- Pokémon: Diamond and Pearl Movie: Dialga vs. Palkia vs. Darkrai (Alicia de joven)
- Princess Resurrection (Reiri Kamura)
- Shakugan no Shana Second (Hecate, Fumina Konoe)
- Shinkyoku Sōkai Polyphonica (Mailreit)
- Sketchbook full color's (Tsukiyo Ōba)
- Sola Proyect (Matsuri Shihō)
- Tōka Gettan (Hazuki Azuma - Ep. 14)
- Trauma Center: New Blood Cynthia Kazakov
- Wangan Midnight (Eriko Asakura)
- Zero no Tsukaima: Futatsuki no Kishi (Tiffania Westwood - Ep. 12)

2008
- Allison & Lillia (Fiona)
- Blade of the Immortal (Makie Otonotachibana)
- CLANNAD After Story (Kotomi Ichinose)
- Fantastic Detective Labyrinth (Yōko)
- Ghost Hound (Sakie Ōgura)
- Gunslinger Girl -Il Teatrino- (Patricia Ep. 5)
- Jigoku Shōjo Mitsuganae (Ai Enma)
- Kaiba (Neiro)
- Kanokon (Kōta Oyamada)
- Kemeko Deluxe (Hayakawa Miura)
- Linebarrels of Iron (Emi Kizaki)
- Mnemosyne -Mnemosyne no Musumetachi- (Rin Asōgi)
- Nogizaka Haruka no Himitsu (Haruka Nogizaka)
- Persona -trinity soul- (Ayane Komatsubara)
- Toaru Majutsu no Index (Aisa Himegami)
- To Love-Ru (Oshizu Murasame)
- Zero no Tsukaima: Princess no Rondo (Tiffania Westwood)

2009
- 07-Ghost (Sister Rosalie)
- Akikan! (Yell)
- Birdy the Mighty Decode 02 (Violin)
- Maria-sama ga Miteru 4th (Shimako Tōdō)
- Sengoku Basara (Oichi)
- Queen's Blade (Tomoe)
- Nogizaka Haruka no Himitsu ~Purezza~ (Haruka Nogizaka)
- Kimi ni Todoke (Sawako Kuronuma)
- Kämpfer (Norainu Chissoku)
- Taishō Baseball Girls (Yuki Souya)
- Valkyria Chronicles (Cordelia gi Randgriz)
- Canaan (Hakkou)
- Aoi Hana (Shinako Sugimoto)
- Seitokai no Ichizon: Hekiyou Gakuen Seitokai Gijiroku (Enma Ai & Lilicia Toudou in Ep. 3, 8, 11)
- InuYasha: The Final Act (Rin)

2010
- Bakugan Battle Brawlers: New Vestroia (Alice Gehabich)
- B Gata H Kei (Kazuki Kosuda)
- Motto To Love-Ru (Oshizu Murasame)
- Mayoi Neko Overrun! (Shimako Murasame)
- Sengoku Basara 2 (Oichi)
- Toaru Majutsu no Index II (Aisa Himegami)
- Kuragehime (Jiji)
- Elsword (Eve)
- InuYasha (Rin)

2011
- Bleach (Haruko en el Ep. 314)
- Freezing! (Sattelizer L. Bridgette)
- Ikoku Meiro no Croisée (Shione  en el Ep. 4.5 y el 11)
- Kaitō Tenshi Twin Angel (Aoi Kannazuki)
- Kämpfer für die Liebe (Narainu Chissoku)
- Kimi ni Todoke 2nd Season (Sawako Kuronuma)
- Hanasaku Iroha (Tomoe Wajima)
- Dororon Enma-kun Meeramera (Yukiko-hime)
- Mawaru-Penguindrum (Yuri Tokikago)
- Nurarihyon no Mago: Sennen Makyo (Hagoromo Gitsune, Yamabuki Otome)
- Rinne no Lagrange (Yoko Nakaizumi)
- Shakugan no Shana III Final (Hecate)
- Ro-Kyu-Bu! (Nayu Hasegawa)

2012
- Zero no Tsukaima F (Tiffania Westwood)
- Black Rock Shooter (Saya Irino)
- To Love-Ru Darkness (Oshizu Murasame)
- Rin-ne no Lagrange (Yoko Nakaizumi)
- Fairy Tail (Mavis Vermillion)
- Gokujyo (Saya Abakane)
- AKB0048 (Haruna Kojima The 8th / Kojiharu / Sakuragi Chiharu)
- Sket Dance (Koma Morishita)
- La storia della Arcana Famiglia (Felicitá)
- Muv-Luv Alternative: Total Eclipse (Inia Sestina)
- Mobile Suit Gundam AGE (Wilna Janisty)
- Oda Nobuna no Yabō (Yoshimoto Imagawa)
- Gokicha!! Cockroach Girls (Gokicha)
- Saint Seiya Ω (Aria)
- Tari Tari (Shiho Okita)
- Aikatsu! (Ringo Hoshimiya)
- Hunter x Hunter (Kalluto Zaoldyek, ep. 23)

2013
- Fairy Tail (Mavis Vermillion)
- Saint Seiya Ω (Aria)
- Ro-Kyu-Bu! SS (Hasegawa Nayu)
- AKB0048 Next Stage (Haruna Kojima The 6th / Kojiharu / Sakuragi Chiharu)
- Uchōten Kazoku (Benten)[3]
- Kami-sama no Inai Nichiyōbi (Scar)
- Tamagotchi! (Coffretchi)
- Coppelion (Ibuki Kajii)
- Hunter x Hunter (Kalluto Zaoldyek, ep. 73, 96 y 97)
- Unbreakable Machine-Doll (Lisette Norden)
- Freezing ~Vibration~ (Sattelizer L. Bridgette)

2014
- Akame ga Kill! (Sheele)
- Aldnoah.Zero (Orlane)
- Donten ni Warau (Nishiki)
- Fairy Tail (Mavis Vermillion)
- Future Card Buddyfight (Sofia Sakharov)
- Gokukoku no Brynhildr (Mako Fujisaki)
- Knights of Sidonia (Yure Shinatose)
- No Game No Life (Fil Nilvalen)
- Noragami (Madre de Hiyori)
- Pupa (Sachiko Hasegawa)
- Ryūgajō Nanana no Maizōkin (Yukihime Fugi)
- Sengoku Basara: End of Judgement (Oichi)
- Space Dandy (Z - Ep. 7)
- Shigatsu wa Kimi no Uso (Saki Arima)
- Log Horizon 2 (Upashi)
- Witch Craft Works (Evermillion)

2015
- Junketsu no Maria (Viv)
- Gangsta (Alex Benedetto)
- Shokugeki no Sōma (Hinako Inui)
- To LOVE-Ru Darkness 2nd Season (Oshizu Murasame)
- Plastic Memories (Marcia)

2016
- Dimension W  (Rashiti)
- Oshiete! Galko-chan (Narradora)
- Jojo Bizarre Adventure Diamond is Unbreakable (Yukako Yamagishi)
- Occultic;Nine (Ririka Nishizona)
- Classicaloid (Liszt)
- Qualidea Code (Airi Yunami)
- Re:Zero kara Hajimeru Isekai Seikatsu (Elza Granhill)

2017
- Alice to Zouroku ("Minnie C." Tachibana)
- Atom: The Beginning (Tsukie Saruta)
- Ballroom e Yōkoso (Tamaki Tsuburaya)
- Net-juu no Susume (Morioka Moriko y Molly)
- Shōkoku no Altair (Caterina di Rossi)

2019
- Kimetsu no Yaiba ( Kotoha ((Madre de Inosuke)) )

2020
- Yashahime: Princess Half-Demon (Rin)
- Re:Zero kara Hajimeru Isekai Seikatsu 2nd Season (Elsa Granhier)
- Bakugan: Armored Alliance (Pyravian)

2021
- Re:Zero kara Hajimeru Isekai Seikatsu 2nd Season Part 2 (Elsa Granhier)
- Shingeki no Kyojin: The Final Season (Lara,Tybur)

2022
- Mobile Suit Gundam: The Witch from Mercury: Elenora Samaya/Lady Prospera

### OVAs
- AIKa R-16: Virgin Mission (Karen Minamino)
- Aika Zero (Karen Minamino)
- Bokusatsu Tenshi Dokuro-chan (Chieri Ono)
- Dai Mahō Tōge (Elise von Barbaroque)
- Dogs: Bullets & Carnage (Nill)
- Fairy Tail (Mavis Vermillion)
- Freezing (Satellizer el Bridget)[4]
- Gate Keepers 21 (chica fantasma)
- Ichigo Mashimaro OVA (Ana Coppola)
- Kaitō Tenshi Twin Angel (Aoi Kannazuki)
- Kenichi: The Mightiest Disciple (Shigure Kōsaka)
- Kikoushi-Enma (Nanami Namita)
- Kita e 〜Diamond Dust Drops〜 OVA (Kyōko Asahina)
- Kyo no Gononi (Kazumi Aihara)
- Le Portrait de Petit Cossette (Yu Saiga)
- Maria-sama ga Miteru OVA (Shimako Tōdō)
- My-Otome Zwei (Yukino Chrysant)
- Negima!? OVA: Haru, Natsu (Nodoka Miyazaki)
- Ojamajo Doremi Na-i-sho (Sachiko Ijūin)
- School Rumble OVA - First Term Extra (Yakumo Tsukamoto)
- Tales of Phantasia: The Animation (personaje sin nombrar)

### Películas de anime
- Clannad Movie (Kotomi Ichinose)
- Digimon: The Golden Digimentals (Koromon)
- InuYasha: La espada conquistadora (Rin)
- Inuyasha: Fuego en la Isla Mística (Rin)
- Kara no Kyōkai (Fujino Asagami)
- Persona 3 The Movie: Spring of Birth (Fuuka Yamagishi)
- Pokémon: The Rise of Darkrai (Alicia de joven)
- Pretty Cure All Stars New Stage: Mirai no Tomodachi (Ayumi Sakagami / Cure Echo)
- Rockman.EXE Hikari to Yami no Isan (Shūko Kido)
- Sgt. Frog the Super Movie (Angol Mois)
- Sgt. Frog the Super Movie 2: The Deep Sea Princess (Angol Mois)
- Tokyo Godfathers (Kiyoko)

### Otros personajes
| Serie                                        | Tipo                             | Personaje                      |
| -------------------------------------------- | -------------------------------- | ------------------------------ |
| The Last Story                               | Juego Nintendo Wii               | Manamia                        |
| Fatal Frame 4                                | Juego Nintendo Wii               | Ruka Minazuki                  |
| Makai Kingdom: Chronicles Of The Sacred Tome | Juego PS2                        | Trenia                         |
| Shin Megami Tensei: Persona 3                | Juego PS2                        | Yamagishi Fuuka                |
| Odin Sphere                                  | Juego PS2                        | Mercedes                       |
| Animate                                      | Anuncio TV                       | Narración                      |
| Ikspiari                                     | Anuncio TV                       | Narración                      |
| Johnson & Johnson 2004                       | Anuncio TV                       | Narración                      |
| Kōdansha Shōnen Magazine 2004, 2005          | Anuncio TV                       | Narración                      |
| McDonald's 2006                              | Anuncio TV                       | Narración                      |
| Mitsubishi Electric 2006                     | Anuncio TV                       | Narración                      |
| Morinaga Milk Industry                       | Anuncio TV                       | Narración                      |
| Toyota Motor Corporation                     | Anuncio TV                       | Narración                      |
| League of Legends                            | Juego PC                         | Kindred                        |
| Girls x Battle 2                             | Juego Android                    | Anna / Iron Fist / Lily / Miya |
| Girls' Frontline                             | Juego Android                    | UMP9                           |
| Sword Art Online: Fatal Bullet               | Juego PS4                        | Zeliska                        |
| Panilla Saga                                 | Juego Android                    | Amare                          |
| Mobile Legends: Adventure                    | Juego iOS                        | Amaterasu                      |
| Punishing: Gray Raven 2024                   | Multiplataforma (Android/iOS/PC) | Ishmael: Parhelion             |
| Goddess of Victory: Nikke                    | Multiplataforma (Android/iOS/PC) | Emma                           |